# روژنگسک ویلکی
روژنگسک ویلکی (به لهستانی:  Różyńsk Wielki) یک روستا در لهستان است که در گمینا پروستکی واقع شده‌است.